# Конференція католицьких єпископів Росії
Конференція католицьких єпископів Росії (рос. Конференция католических епископов России (ККЕР)) — колегіальний орган національного церковно-адміністративного управління Римо-католицької церкви в Росії. Заснована і затверджена 2 березня 1999 року. Пленарні засідання Конференції проходять двічі на рік.

## Склад ККЄР
До складу ККЄР входять глави 4 єпархій, що розташовані на території Росії, і генеральний секретар ККЕР. Головою ККЄР може бути обраний один з єпископів. Голова обирається на термін в 3 роки. Займати посаду можна не більше двох разів поспіль. З моменту заснування посаду голови ККЄР обіймали:
1. Його Високопреосвященство архієпископ Тадеуш Кондрусевич з 1999 року  по 2005 рік;
2. Його Преосвященство єпископ Йосиф Верт з 2005 року по 2011 роки.
3. Його Високопреосвященство архієпископ Паоло Пецці з 2011 року.

## Структура ККЕР
- Літургійна Комісія
- Комісія у справах мирян, рухів та молоді
- Катехична комісії
- Комісія по взаємодії з державними властями
- Комісія у справах сім'ї
- Комісія у справах душпастирської діяльності і покликань
- Комісія по міжхристиянських і міжрелігійного діалогу та діалогу з невіруючими
- Комісія з соціально-благодійної діяльності